# Breaking tại Thế vận hội Mùa hè 2024 – B-Girl
Nội dung breaking B-Girl tại Thế vận hội Mùa hè 2024 diễn ra vào ngày 9 tháng 8 năm 2024.

## Hạt giống
Việc xếp hạt giống được dựa trên Bảng xếp hạng thế giới của WDSF tính đến ngày 1 tháng 1 năm 2024.
| Hạt giống | Vận động viên           | Biệt danh |
| --------- | ----------------------- | --------- |
| 1         | Lưu Thanh Y (CHN)       | 671       |
| 2         | Dominika Banevič (LTU)  | Nicka     |
| 3         | Ami Yuasa (JPN)         | Ami       |
| 4         | Ayumi Fukushima (JPN)   | Ayumi     |
| 5         | Anna Ponomarenko (UKR)  | Stefani   |
| 6         | Antilai Sandrini (ITA)  | Anti      |
| 7         | Sya Dembélé (FRA)       | Syssy     |
| 8         | Sunny Choi (USA)        | Sunny     |
| 9         | Vanessa Marina (POR)    | Vanessa   |
| 10        | Logan Edra (USA)        | Logistx   |
| 11        | Fatima El-Mamouny (MAR) | Elmamouny |
| 12        | Kateryna Pavlenko (UKR) | Kate      |
| 13        | Carlota Dudek (FRA)     | Carlota   |
| 14        | Tăng Anh Anh (CHN)      | Ying Zi   |
| 15        | Rachael Gunn (AUS)      | Raygun    |
| 16        | India Sardjoe (NED)     | India     |
| 17        | Manizha Talash (EOR)    | Talash    |

## Kết quả

### Vòng sơ loại
| Hạng | Breaker (hạt giống) | Biệt danh | Quốc gia                       | Số vòng | Số điểm | Ghi chú                                                                           |
| ---- | ------------------- | --------- | ------------------------------ | ------- | ------- | --------------------------------------------------------------------------------- |
| 1    | India Sardjoe (16)  | India     | Hà Lan                         | 3       | 27      | Vào vòng bảng                                                                     |
| 2    | Manizha Talash (17) | Talash    | Đội tuyển Olympic người tị nạn | L       | L       | Talash đã bị loại vì thể hiện khẩu hiệu chính trị trong phần trình diễn của mình. |

### Vòng bảng

#### Bảng A
| Hạng | Breaker (hạt giống) | Biệt danh | Quốc gia   | Số vòng | Số điểm | Ghi chú         |
| ---- | ------------------- | --------- | ---------- | ------- | ------- | --------------- |
| 1    | India Sardjoe (16)  | India     | Hà Lan     | 6       | 48      | Vào vòng tứ kết |
| 2    | Lưu Thanh Y (1)     | 671       | Trung Quốc | 4       | 33      | Vào vòng tứ kết |
| 3    | Sunny Choi (8)      | Sunny     | Hoa Kỳ     | 2       | 15      |                 |
| 4    | Vanessa Marina (9)  | Vanessa   | Bồ Đào Nha | 0       | 12      |                 |

#### Bảng B
| Hạng | Breaker (hạt giống)  | Biệt danh | Quốc gia | Số vòng | Số điểm | Ghi chú         |
| ---- | -------------------- | --------- | -------- | ------- | ------- | --------------- |
| 1    | Dominika Banevič (2) | Nicka     | Litva    | 5       | 42      | Vào vòng tứ kết |
| 2    | Sya Dembélé (7)      | Syssy     | Pháp     | 4       | 33      | Vào vòng tứ kết |
| 3    | Logan Edra (10)      | Logistx   | Hoa Kỳ   | 3       | 33      |                 |
| 4    | Rachael Gunn (15)    | Raygun    | Úc       | 0       | 0       |                 |

#### Bảng C
| Hạng | Breaker (hạt giống)    | Biệt danh | Quốc gia   | Số vòng | Số điểm | Ghi chú         |
| ---- | ---------------------- | --------- | ---------- | ------- | ------- | --------------- |
| 1    | Ami Yuasa (3)          | Ami       | Nhật Bản   | 6       | 52      | Vào vòng tứ kết |
| 2    | Tăng Anh Anh (14)      | Ying Zi   | Trung Quốc | 4       | 35      | Vào vòng tứ kết |
| 3    | Antilai Sandrini (6)   | Anti      | Ý          | 2       | 19      |                 |
| 4    | Fatima El-Mamouny (11) | Elmamouny | Maroc      | 0       | 2       |                 |

#### Bảng D
| Hạng | Breaker (hạt giống)    | Biệt danh | Quốc gia | Số vòng | Số điểm | Ghi chú         |
| ---- | ---------------------- | --------- | -------- | ------- | ------- | --------------- |
| 1    | Kateryna Pavlenko (12) | Kate      | Ukraina  | 4       | 35      | Vào vòng tứ kết |
| 2    | Fukushima Ayumi (4)    | Ayumi     | Nhật Bản | 4       | 31      | Vào vòng tứ kết |
| 3    | Anna Ponomarenko (5)   | Stefani   | Ukraina  | 4       | 30      |                 |
| 4    | Carlota Dudek (13)     | Carlota   | Pháp     | 0       | 12      |                 |

### Vòng đấu loại trực tiếp
|  | Tứ kết        | Tứ kết      |             |        | Bán kết                    | Bán kết                    |  |  | Trận tranh huy chương vàng | Trận tranh huy chương vàng |
|  |               |             |             |        |                            |                            |  |  |                            |                            |
|  | 9 tháng 8     |             |             |        |                            |                            |  |  |                            |                            |
|  |               |             |             |        |                            |                            |  |  |                            |                            |
|  | Syssy (FRA)   | 0 (2)       |             |        |                            |                            |  |  |                            |                            |
|  | Syssy (FRA)   | 0 (2)       | 9 tháng 8   |        |                            |                            |  |  |                            |                            |
|  | Ami (JPN)     | 3 (25)      |             |        |                            |                            |  |  |                            |                            |
|  | Ami (JPN)     | 3 (25)      | Ami (JPN)   | 2 (17) |                            |                            |  |  |                            |                            |
|  | 9 tháng 8     |             | Ami (JPN)   | 2 (17) |                            |                            |  |  |                            |                            |
|  |               | India (NED) | 1 (10)      |        |                            |                            |  |  |                            |                            |
|  | India (NED)   | India (NED) | 1 (10)      | 2 (17) |                            |                            |  |  |                            |                            |
|  | India (NED)   |             | 9 tháng 8   | 2 (17) |                            |                            |  |  |                            |                            |
|  | Ayumi (JPN)   | 1 (10)      |             |        |                            |                            |  |  |                            |                            |
|  | Ayumi (JPN)   | 1 (10)      | Ami (JPN)   | 3 (16) |                            |                            |  |  |                            |                            |
|  | 9 tháng 8     |             | Ami (JPN)   | 3 (16) |                            |                            |  |  |                            |                            |
|  |               | Nicka (LTU) | 0 (11)      |        |                            |                            |  |  |                            |                            |
|  | 671 (CHN)     | Nicka (LTU) | 0 (11)      | 3 (20) |                            |                            |  |  |                            |                            |
|  | 671 (CHN)     | 9 tháng 8   |             | 3 (20) |                            |                            |  |  |                            |                            |
|  | Kate (UKR)    | 0 (7)       |             |        |                            |                            |  |  |                            |                            |
|  | Kate (UKR)    | 0 (7)       | 671 (CHN)   | 1 (9)  |                            |                            |  |  |                            |                            |
|  | 9 tháng 8     |             | 671 (CHN)   | 1 (9)  |                            |                            |  |  |                            |                            |
|  |               | Nicka (LTU) | 2 (18)      |        | Trận tranh huy chương đồng | Trận tranh huy chương đồng |  |  |                            |                            |
|  | Ying Zi (CHN) | Nicka (LTU) | 2 (18)      | 0 (1)  | Trận tranh huy chương đồng | Trận tranh huy chương đồng |  |  |                            |                            |
|  | Ying Zi (CHN) |             | 9 tháng 8   | 0 (1)  |                            |                            |  |  |                            |                            |
|  | Nicka (LTU)   | 3 (26)      |             |        |                            |                            |  |  |                            |                            |
|  | Nicka (LTU)   | 3 (26)      | India (NED) | 1 (8)  |                            |                            |  |  |                            |                            |
|  |               |             |             |        |                            |                            |  |  |                            |                            |
|  | 671 (CHN)     | 2 (19)      |             |        |                            |                            |  |  |                            |                            |
|  | 671 (CHN)     | 2 (19)      |             |        |                            |                            |  |  |                            |                            |

## Bảng xếp hạng chung cuộc
| Hạng | Vận động viên           | Biệt danh |
| ---- | ----------------------- | --------- |
| 1    | Ami Yuasa (JPN)         | Ami       |
| 2    | Dominika Banevič (LTU)  | Nicka     |
| 3    | Lưu Thanh Y (CHN)       | 671       |
| 4    | India Sardjoe (NED)     | India     |
| 5    | Ayumi Fukushima (JPN)   | Ayumi     |
| 6    | Kateryna Pavlenko (UKR) | Kate      |
| 7    | Sya Dembélé (FRA)       | Syssy     |
| 8    | Tăng Anh Anh (CHN)      | Ying Zi   |
| 9    | Anna Ponomarenko (UKR)  | Stefani   |
| 10   | Logan Edra (USA)        | Logistx   |
| 11   | Antilai Sandrini (ITA)  | Anti      |
| 12   | Sunny Choi (USA)        | Sunny     |
| 13   | Vanessa Marina (POR)    | Vanessa   |
| 14   | Carlota Dudek (FRA)     | Carlota   |
| 15   | Fatima El-Mamouny (MAR) | Elmamouny |
| 16   | Rachael Gunn (AUS)      | Raygun    |
| L    | Manizha Talash (EOR)    | Talash    |